# Ottavio Tasca
Ottavio Tasca (Bergamo, 16 gennaio 1795 – Seriate, 29 dicembre 1872) è stato un patriota e poeta italiano.

## Biografia
Ottavio, nato a Bergamo nel 1795 in una delle più importanti famiglie bergamasche di commercianti e possidenti terrieri, visse con particolare fervore gli eventi del risorgimento italiano.
Il 5 agosto 1811 venne ammesso nella Casa Reale de' Paggi dove studiò lettere e dottrina militare. Ne uscì dopo soli 2 anni (invece che dopo i 5 canonici) e ricevette la nomina il 24 marzo 1813 di sottotenente nel II reggimento di Cacciatori a cavallo italiani.
Caduto prigioniero degli austriaci venne successivamente liberato rimanendo però al primo posto della lista dei compromessi per ragioni politiche. Egli infatti, seguendo la sua vena artistica , già nel 1830 nell'ode al tenore Giovanni Battista Rubini aveva espresso apertamente il concetto di "patrio suol" mentre nel 1848 aveva pubblicato "Primi tentativi di canzoni popolari italiane di un lombardo" dove, testimoniando le atrocità delle truppe austriache, inneggiò all'unita d'Italia. Proprio a causa della poesia venne mandato in esilio in Francia per dieci anni ed i suoi beni confiscati; ritornò nel 1856 a Seriate grazie ad un indulto da parte del generale Josef Radetzky. Riprese a cantare con rimandato calore alla fortuna della Patria finalmente libera.
Tra le sue molteplici opere ricordiamo due liriche sull'Impresa dei mille (Il buon vento, 1860, e Le stelle dei Mille, 1861) che gli meritarono da parte di Garibaldi il titolo di "poeta nazionale". Tuttavia appare curioso come lo stesso Tasca nel 1828 avesse pubblicato sulla Gazzetta di Milano un'ode in onore dell'Imperatore d'Austria Francesco I in occasione del suo onomastico.
Molte delle sue opere sono conservate nella biblioteca Angelo Mai.
Morì nel 1872 a Seriate in villa Vertova, poi Villa Ambiveri.